# فابيو روكيجياني
فابيو روكيجياني (بالإيطالية: Fabio Roccheggiani)‏، ولد يوم 28 يونيو 1925 بأنكونا، توفي يوم 25 أبريل 1967 بتونس، لاعب ومدرب إيطالي. خلف رشيد السهيلي في تدريب النادي الإفريقي سنة 1957. درب النادي الإفريقي حتى وفاته.

## إنجازاته
- كأس تونس: 1965، 1967
- بطولة تونس: 1964، 1967